# Дельрио, Грациано
Грациано Дельрио (итал. Graziano Delrio; род. 27 апреля 1960, Реджо-нель-Эмилия) — итальянский политик, министр по делам регионов и автономий в правительстве Энрико Летта (2013—2014), секретарь аппарата Совета министров Италии (2014—2015) и министр инфраструктуры и транспорта Италии (2015—2018).

## Биография

### Ранние годы
Грациано Дельрио родился в Реджо-нель-Эмилии 27 апреля 1960 года. Получил высшее медицинское образование, специализировался в эндокринологии, занимался исследованиями в Университете Модены и Реджо-нель-Эмилии (Università degli Studi di Modena e Reggio Emilia), стажировался в Великобритании и Израиле.

### Политическая карьера
Выходец из семьи, традиционно поддерживавшей коммунистов, в двадцатилетнем возрасте вступил в ХДП, после её развала в 1994 году стал членом ИНП, вместе с этой партией в 2002 году перешёл в Маргаритку, которая в свою очередь в 2007 году влилась во вновь образованную Демократическую партию. 
В 1999 году Дельрио вошёл в коммунальный совет Реджо-нель-Эмилии как получивший наилучший результат среди неизбранных, в 2000 году был избран в региональный совет Эмилии-Романьи, где возглавил Комиссию по здравоохранению и социальной политике, а также состоял в Комиссии по окружающей среде. 
На местных выборах 12 и 13 июня 2004 года избран мэром Реджо-нель-Эмилии с результатом 63,2 %, переизбран 6 и 7 июня 2009 года, вновь победив в первом туре — его поддержали 52,5 % избирателей. С 5 октября 2011 по 28 апреля 2013 года возглавлял после Серджо Кьямпарино Национальную ассоциацию итальянских коммун (ANCI). 
С давних пор Дельрио считается приближённым советником Маттео Ренци — утверждают даже, что в его мобильном телефоне Ренци записан как Mosè (Моисей), а Дельрио в телефоне Ренци — как Ietro (Иофор) — зять и советник пророка.
Дельрио участвует в работе Конференции государство-город и местные автономии (наряду с Постоянной конференцией по связям между государством, регионами и автономными провинциями и объединяющей эти структуры Объединённой конференцией является одним из предусмотренных статьёй 114 Конституции Италии органов, осуществляющих взаимосвязь центра с регионами).

### Работа в правительствах
С 28 апреля 2013 года по 22 февраля 2014 года Дельрио являлся министром по делам регионов и автономий в правительстве Летта, после ухода в отставку министра по делам молодёжи и спорта Йозефы Идем в июне 2013 года в ведение Дельрио перешли также вопросы спорта.
С 22 февраля 2014 года являлся секретарём аппарата Совета министров Италии в правительстве Ренци. После ухода в отставку 26 января 2015 года министра по делам регионов и автономий Марии Кармелы Ланцетта полномочия по обеспечению территориального единства и руководству спортом перешли к Дельрио.
2 апреля 2015 года Дельрио вступил в должность министра инфраструктуры и транспорта, заменив ушедшего в отставку Маурицио Лупи (с 23 марта обязанности министра временно исполнял Маттео Ренци).
12 декабря 2016 года вновь получил портфель министра инфраструктуры и транспорта — в сформированном после отставки Маттео Ренци правительстве Джентилони.

### Парламентская деятельность
27 марта 2018 года избран на заседании ассамблеи Демократической партии лидером фракции ДП в Палате депутатов нового созыва. Одновременно лидером фракции в Сенате избран Андреа Маркуччи — оба через процедуру единодушного одобрения, что позволило обойтись без тайного голосования членов фракций.
В сентябре 2019 года Дельрио отказался перейти в основанную Маттео Ренци новую партию Италия Вива, обратившись к покинувшим ДП парламентариям: «Не забывайте, что вас избрали с нами».

## Частная жизнь и убеждения
Близок к католическому движению «Общение и освобождение». Безусловным политическим и интеллектуальным авторитетом для Дельрио является Джорджо Ла Пира, францисканский терциарий и мэр Флоренции в 1950-х — 1960-х годах, в память о котором он основал ассоциацию последователей.
Грациано Дельрио женат, имеет девять детей. В интервью Vanity Fair в мае 2013 года он заявил, что все пары должны пользоваться личными правами, но браком можно считать только союз мужчины и женщины, также Дельрио высказался против запрета абортов.